# Песочное (Копыльский район)
Песочное (бел. Пясо́чнае) — агрогородок в Копыльском районе Минской области Беларуси. В составе Бобовнянского сельсовета. Расположен в 26 км в направлении к северу от города Копыль, в 93 км от Минска, в 37 км от железнодорожной станции Тимковичи
Песочное — давнее местечко на границе исторических Минщины и Случчины.
В 2018 году агрогородок отметил 450-летие со дня образования.

## География
Расположен в 26 км в направлении к северу от города Копыль, в 93 км от Минска, в 37 км от железнодорожной станции Тимковичи.
Проходит дорога Н-8571, рядом пролегает дорога Н-8578.

### Гидрография
Недалеко от агрогородка Песочное реки Усса (правый приток) и Лоша (левый приток) сливаются, образуя реку Неман.

## История
Известно с XVI века как местечко в Копыльском княжестве Великого Княжества Литовского. Было в собственности Олельковичей, с XVII века — Радзивиллов.
С 1688 года в Песочное упоминается церковь Покрова Богородицы.
С 1791 года Песочное в Случерецком уезде Новогородского воеводства, с 1793 года в Российской империи, в Могильнянской волости Игуменского уезда Минской губернии. В начале XX века в составе Телядовицкой волости Слуцкого уезда.
На 1849 год в Песочное работали паромная переправа, пристань, 2 мельницы, склады лесоматериалов, существовало производство легких судов («шугалеев»). На 1893 год в местечке было около 180 дворов.
В начале 1930-х годов в Песочное было 364 двора, работали кузнечная и портняжная мастерские, грибоварочный пункт, водяная мельница.
В 1924—1963 годах центр Песочненского сельсовета.
В 2010 году деревня Песочное преобразована в агрогородок.
До 30 марта 2016 года Песочное входило в состав Слобода-Кучинского сельсовета.

## Население

### Численность
- 2009 год — 495 жителей

### Динамика
- 1909 год — 1 714 жителей, 271 дворов (местечко Песочное)[3]
- 1997 год — 677 жителей, 274 дворов
- 2001 год — 620 жителей, 269 дворов[7]
- 1999 год — 650 жителей (перепись населения)
- 2009 год — 495 жителей (перепись населения)

## Инфраструктура
Амбулатория, почтовой отделение, библиотека, школа, торговые объекты и др.

## Культура
- Дом культуры
- Историко-краеведческий музей «Краязнаўчы» ГУО «Песочанская базовая школа имени С. А. Умрейко».
- Музейная комната в Доме культуры

## События и мероприятия
- 2018 год — агрогородок отметил 450-летие со дня образования

## Достопримечательность
- Воинский мемориал
- Камень с родовой усыпальницы Наркевичей-Иодко
- Могила А. Русака
- Свято-Покровская церковь (2013)

### Памятник, скульптура
- Мемориальная доска на школе поэту-песеннику А. Русаку

### Утраченное наследие
- Церковь Покрова Богородицы (1873)

## Галерея

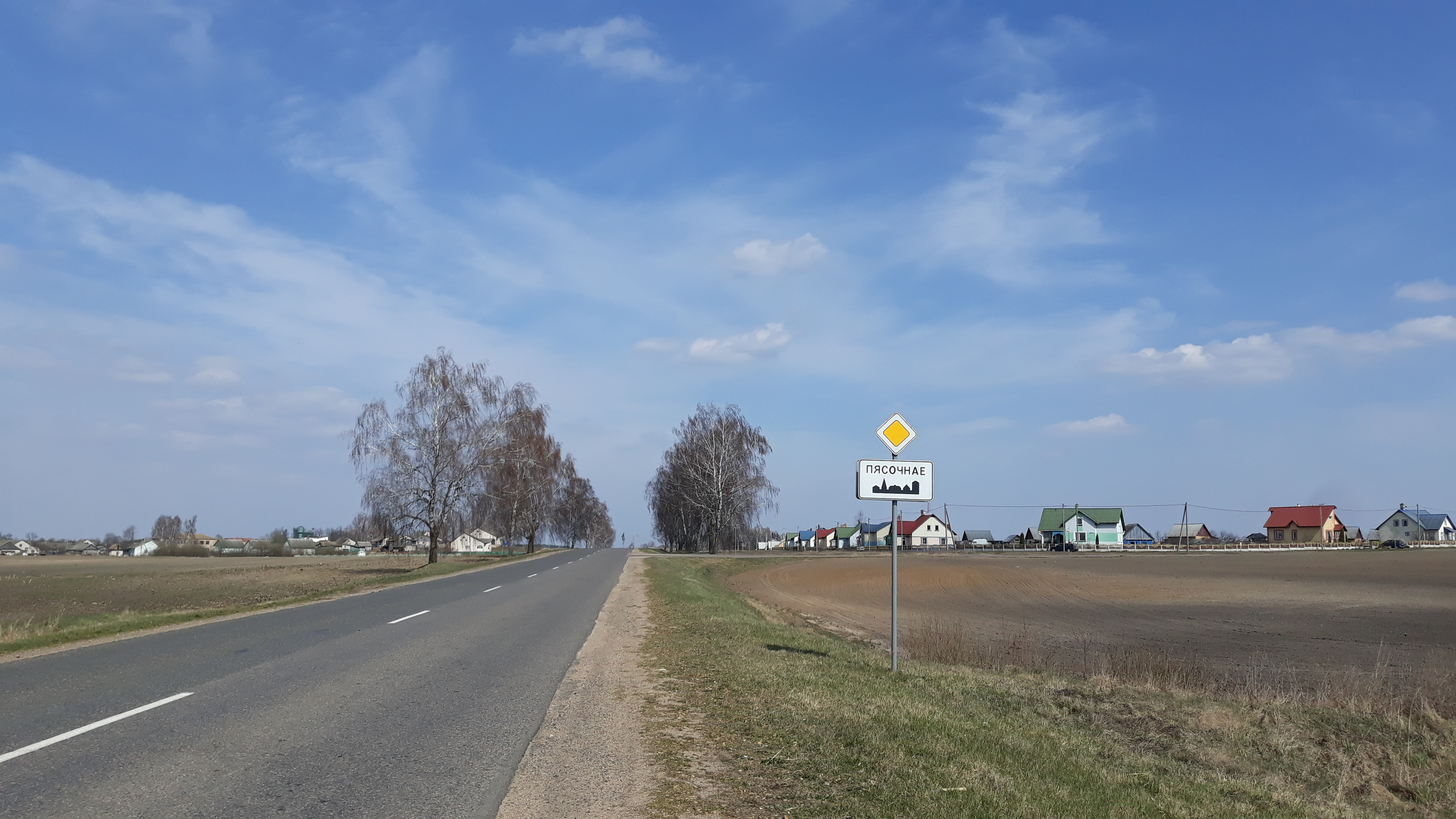
Панорама
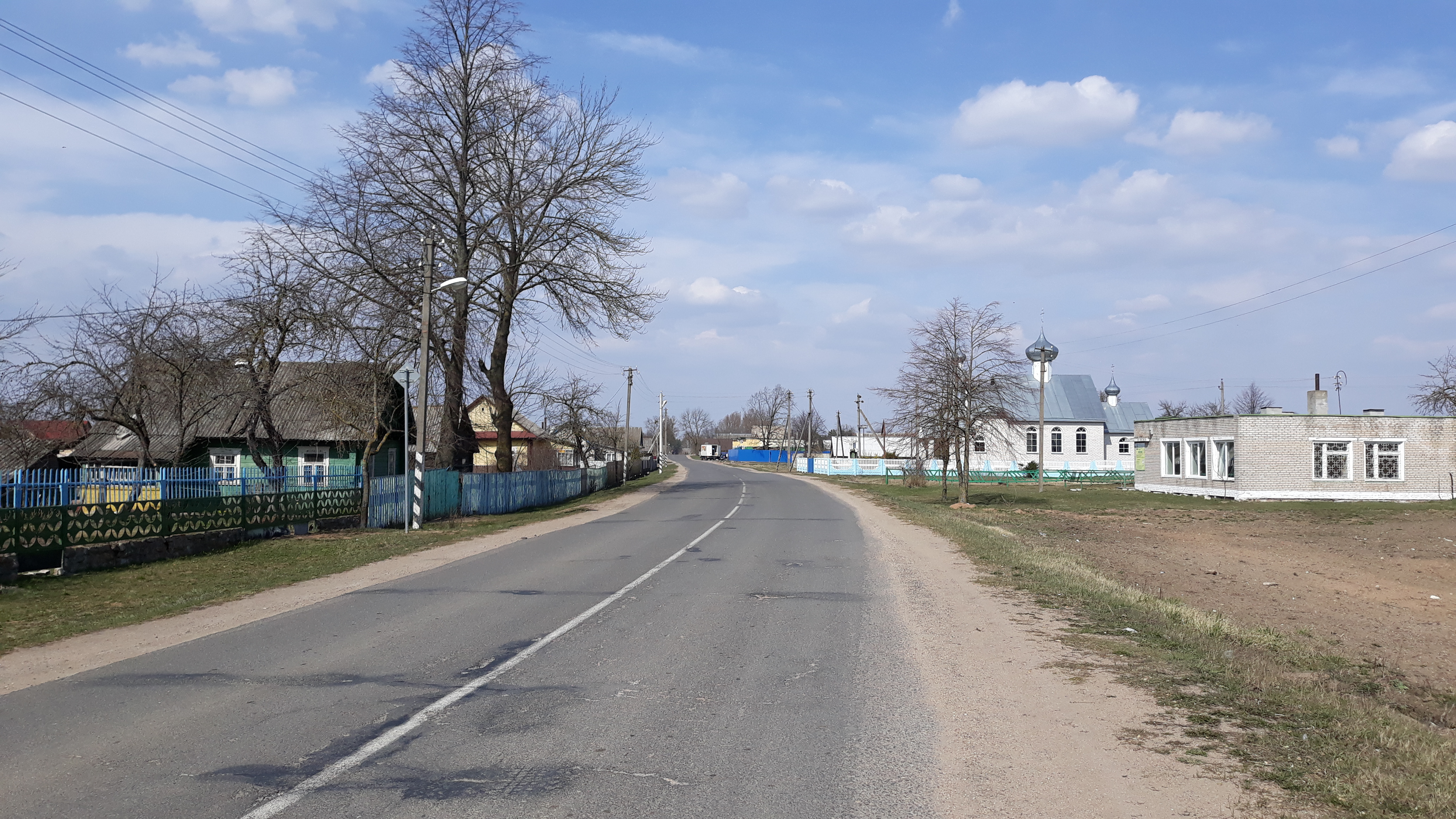
Панорама
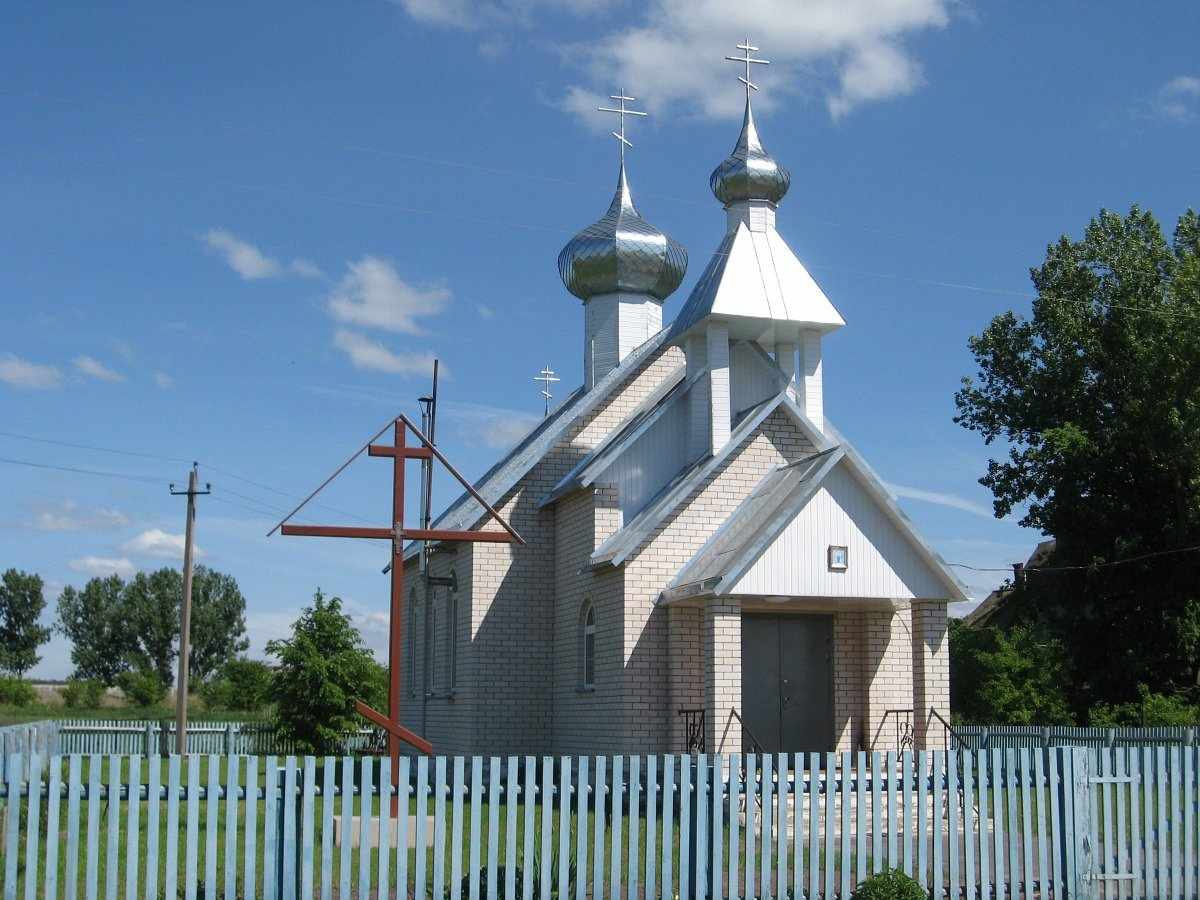
Свято-Покровская церковь
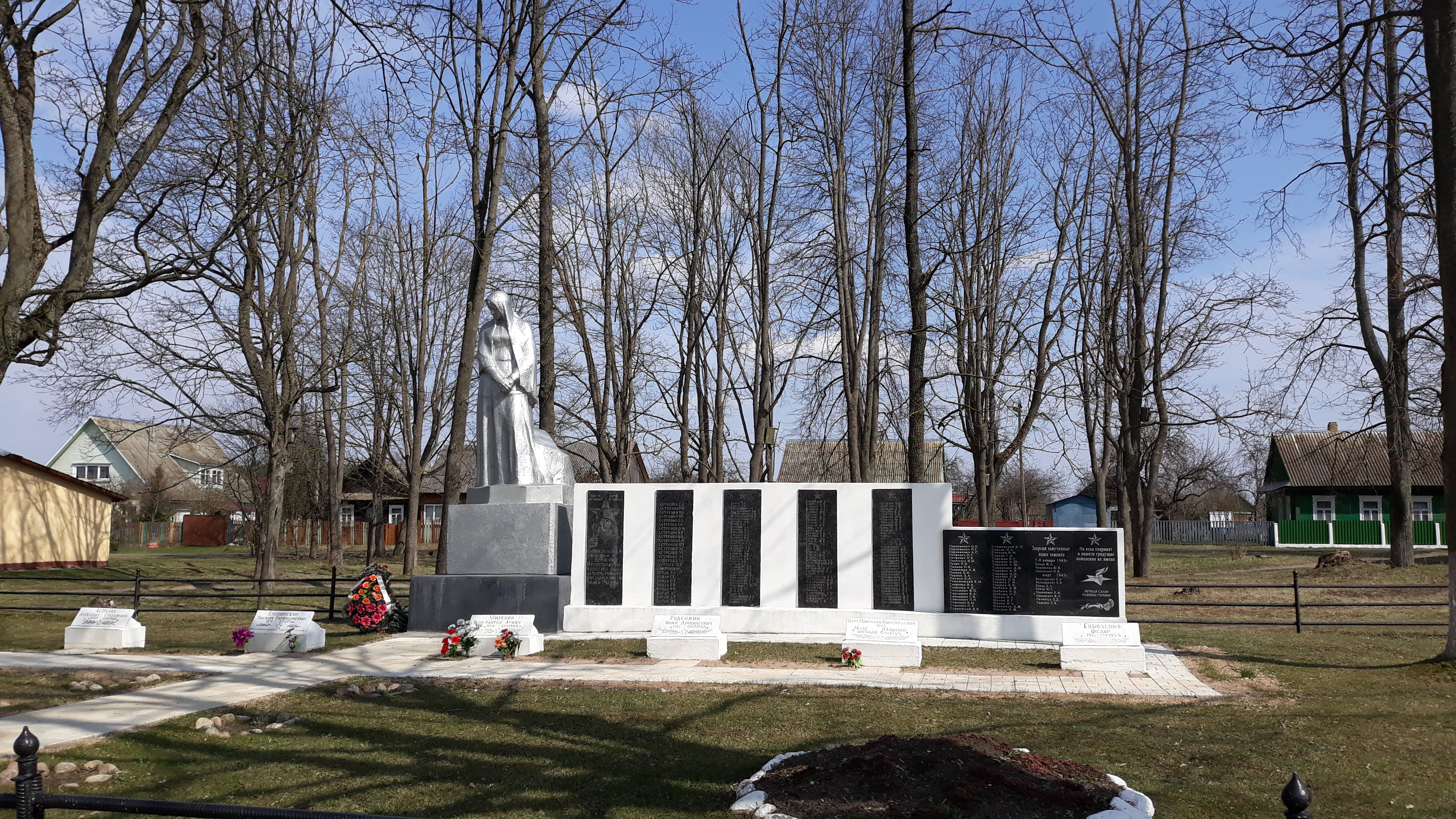
Воинский мемориал
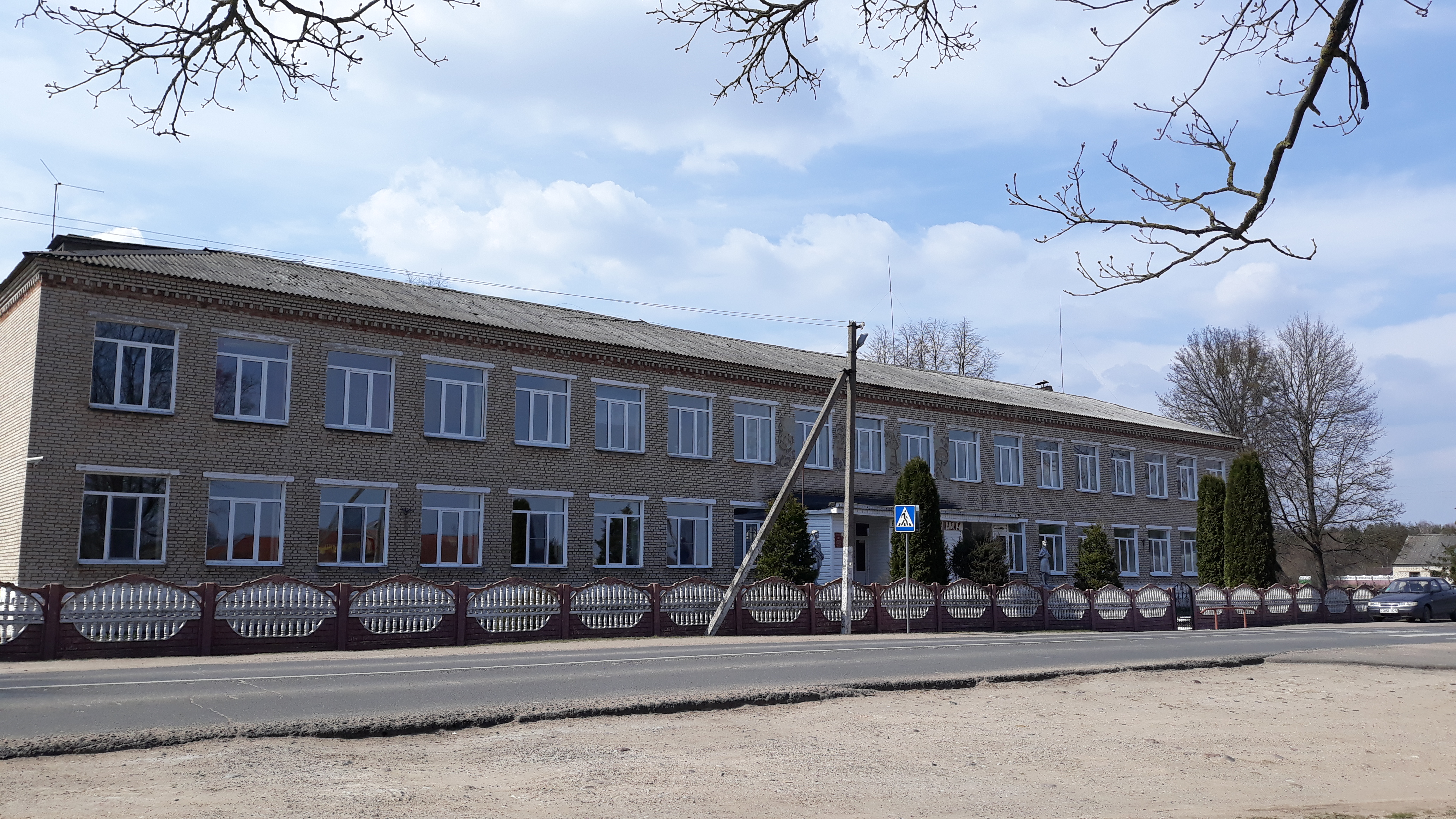
Школа

## Известные лица
- Астрейко Анатоль (1911—1978) — белорусский советский поэт, переводчик, журналист. Член Союза писателей СССР (1939).
- Баранов Николай Юлианович — один из руководителей партизанского движения на территории Минской области в годы Великой Отечественной войны.
- Русак Адам Герасимович — белорусский советский поэт-песенник и музыкант. Заслуженный деятель культуры БССР (1964). Член Союза писателей СССР (1939).
- Умрейко Степан Андреевич — советский и российский учёный-педагог, член-корреспондент АПН СССР (1968).